# 山本徹矢
山本 徹矢（やまもと てつや、1990年6月6日 - ）は、兵庫県高砂市出身の元プロ野球選手（投手）。人材派遣会社・W-TK代表取締役。
2008年のプロ野球ドラフト会議において千葉ロッテマリーンズに5位指名を受け2009年よりプロ選手となる。以後一軍で11試合に登板し、2013年に引退した。

## 経歴

### プロ入り前
神戸国際大附高2年時の2007年に夏の全国高等学校野球選手権兵庫大会決勝のマウンドに登板する。
2008年のドラフトで千葉ロッテマリーンズから5位指名を受けて11月14日に契約金2000万円、年俸500万円で仮契約を結んだ。

### プロ入り後
2011年、春季キャンプで初めての一軍スタートとなった。同年8月24日、対福岡ソフトバンクホークス戦で一軍初登板を果たし、1回を無失点に抑えた。以後11試合に登板した後は故障が続いて一軍での登板は無く、2013年は右肩痛のため二軍でも投げることができなかった。
2013年10月3日に球団から戦力外通告を受ける。山本は12球団合同トライアウトを受験し、打者4人に対し無安打1四球の成績を残したものの、自らの能力に限界を感じ引退を決意した。

### 現役引退後
現役引退後に、テレビ番組の制作会社へ就職。日本テレビへの派遣扱いで、『ナカイの窓』のアシスタントディレクターを務めていた。2014年3月19日放送分の『中居正広VS芸能人100人　3時間スペシャル!』では、ロッテのレプリカユニフォーム姿で、「100人の1人」として出演。司会の中居正広に対して自己紹介を披露するシーンが放送された。AD時代は薄給で過酷な労働環境で、不眠不休の状態で働き続けたことが多々あったという。
その後はNHKの関連会社に転職し、サッカーやMLBのスポーツディレクターを担当した。
約6年間の社会人経験を経て、2020年2月に人材派遣会社「W-TK」を起業。

## 人物
2007年秋に右ひじを痛めボールも満足に投げられず、一時は野球をやめることも考えた。しかし高校の先輩である坂口智隆の活躍に刺激を受け闘志を取り戻し、2008年の東兵庫大会で復活を果たした。そのため、プロで対戦したい打者に坂口を挙げていた。
『ナカイの窓　中居正広VS芸能人100人　3時間スペシャル!』では、ロッテのファンであるトータルテンボスと共演。彼らがリポーターとして取材していた2012年の春季キャンプで右肩を痛めたことが、現役引退につながったことを告白した。
引退前からセカンドキャリアについて考えて、経営者などの本をよく読み、起業する意志を強く持っていた。しかし、まずは人の下で働くことを経験した方がよいという考えから、引退後は一度、ADの仕事に就いた。山本がAD職を選んだのは社会の中で一番厳しい仕事、色々な人に会えるというイメージからであり、特にテレビが好き、番組を作りたいという気持ちは持っていなかった。

## 詳細情報

### 年度別投手成績
| 年 度     | 球 団     | 登 板 | 先 発 | 完 投 | 完 封 | 無 四 球 | 勝 利 | 敗 戦 | セ 丨 ブ | ホ 丨 ル ド | 勝 率 | 打 者 | 投 球 回 | 被 安 打 | 被 本 塁 打 | 与 四 球 | 敬 遠 | 与 死 球 | 奪 三 振 | 暴 投 | ボ 丨 ク | 失 点 | 自 責 点 | 防 御 率 | W H I P |
| --------- | --------- | ----- | ----- | ----- | ----- | -------- | ----- | ----- | -------- | ----------- | ----- | ----- | -------- | -------- | ----------- | -------- | ----- | -------- | -------- | ----- | -------- | ----- | -------- | -------- | ------- |
| 2011      | ロッテ    | 11    | 0     | 0     | 0     | 0        | 0     | 0     | 0        | 0           | ----  | 77    | 16.0     | 23       | 0           | 7        | 0     | 1        | 12       | 0     | 0        | 10    | 10       | 5.63     | 1.88    |
| 通算：1年 | 通算：1年 | 11    | 0     | 0     | 0     | 0        | 0     | 0     | 0        | 0           | ----  | 77    | 16.0     | 23       | 0           | 7        | 0     | 1        | 12       | 0     | 0        | 10    | 10       | 5.63     | 1.88    |

### 記録
- 初登板：2011年8月24日、対福岡ソフトバンクホークス16回戦（福岡Yahoo! JAPANドーム）、8回裏に3番手で救援登板・完了、1回無失点
- 初奪三振：同上、8回裏に松田宣浩から空振り三振

### 背番号
- 56 （2009年 - 2013年）